# Vrede van Roskilde

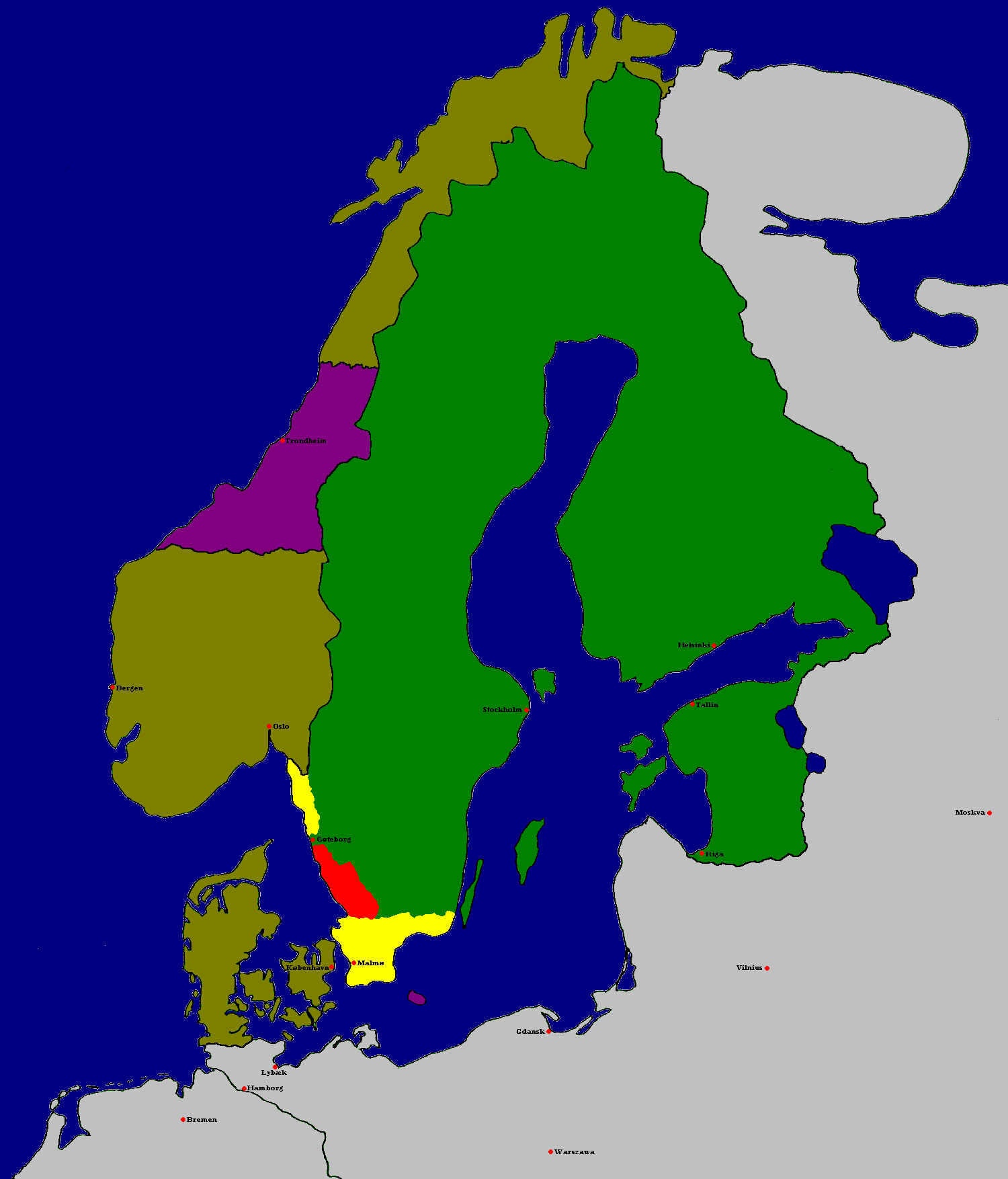
Halland, eerder eigendom van Zweden voor 30 jaar onder het verdrag van de Vrede van Brömsebro, nu definitief afgestaan.
Skåneland en Båhus, afgestaan.
Trøndelag, afgestaan in 1658 maar kwam in 1660 weer onder Deens bewind.

De Vrede van Roskilde is een verdrag dat op 26 februari 1658 in de Deense stad Roskilde werd getekend. Na een verwoestende nederlaag tijdens de Deens-Zweedse Oorlog (1657-1658), een deel van de Noordse Oorlog, was Frederik III van Denemarken, koning van Denemarken-Noorwegen gedwongen om bijna de helft van zijn grondgebied op te geven om de rest van zijn gebied te redden.
Onder de voorwaarden van het verdrag vielen onder andere:
- Het onmiddellijke afstaan van de Deense provincie Skåne aan Zweden.
- Het onmiddellijke afstaan van de Deense provincie Blekinge aan Zweden.
- Het onmiddellijke afstaan van de Deense provincie Halland, dat onder de bepalingen van de Vrede van Brömsebro, onderhandeld in 1645, eigendom was van Zweden voor 30 jaar, aan Zweden.
- Het onmiddellijke afstaan van de Noorse provincie Båhus aan Zweden. Dit stelde de Zweedse handel met West-Europa veilig.
- Het onmiddellijke afstaan van de Noorse regio Trøndelag aan Zweden.
- Deens terugtreden uit alle anti-Zweedse verbonden.

De vrede werd bijna onmiddellijk door Karel X van Zweden geschonden, in een poging heel Denemarken te bezetten, wat mislukte door Nederlandse interventie in de Slag in de Sont.